# Sarcofahrtiopsis diembroma
Sarcofahrtiopsis diembroma är en tvåvingeart som beskrevs av Carroll William Dodge 1965. Sarcofahrtiopsis diembroma ingår i släktet Sarcofahrtiopsis och familjen köttflugor.
Artens utbredningsområde är Jamaica. Inga underarter finns listade i Catalogue of Life.